# Иља Михајлович Дука
Барон Иља Михајлович Дука (рус. Илья́ Миха́йлович Ду́ка је био руски војсковођа, коњички генерал Руске царске армије (1826).

## Биографија
Иља Михајлович Дука је потицао из српске породице која је емигрирала у Русију, населоивши се у Курској губернији. У мају 1776. придружио се пешадији у Шлисељбургу (бивши Нотеборг) код Санкт Петербурга. Године 1783. борио се против пољских конфедералиста заједно са руском царском војском, када је унапређен у ађутанта генерал-мајора Ивана Шевича, унука Јована Шевича.
Учествовао је у руско-турском походу 1788-89, а 1790. је пребачен у Острогошки пук лаке коњице. Током похода на Пољску 1794. истакао се хватањем генерала Томаша Вавжецког и његових официра и унапређен у мајора. Октобра 1799. премештен је у лајб-гардијски хусарски пук и унапређен у пуковника. Дука је 23. октобра 1806. године постављен за шефа Малоруског кирасирског пука. Учествовао је у кампањи 1807. године и истакао се битци код Ејлауа, одликован Орденом Светог Георгија (3. класе) и „Златним оружјем за храброст“. Унапређен је у чин генерал-мајора 6. јуна 1807. године.
Дука је 1812. командовао 2. бригадом 2. кирасирске дивизије,а касније и самом дивизијом. За своје акције код Смоленска и Бородина Дука је одликован Орденом Свете Ане (1. класе), а за битке код Тарутина и Малојарославца, Орденом Светог Владимира (2. класе), такође је учествовао и у бици код Красноја. Године 1813. Дука је унапређен у генерал-потпуковника (27. септембра), борио се код Лајпцига и био рањен у главу. Године 1814. учествовао је у заузимању Париза. Одликован је пруским орденом Црвеног орла и аустријским орденом Светог Леополда.
По повратку у Русију, Дука је командовао 2. кирасирском дивизијом, а септембра 1823. године постављен је за команду 2. резервног коњичког корпуса. Септембра 1826. унапређен је у генерала коњице, следећи највиши чин до фелдмаршала, а затим је пензионисан 17. фебруара 1827. због лошег здравља.
Умро је 28. фебруара 1830. године.

## Белешке
1. ↑  енгл.